# Байер, Лукаш
Лу́каш Ба́йер (чеш. Lukáš Bajer; 15 декабря 1984, Пршеров, Чехословакия) — чешский футболист, полузащитник.

## Карьера

### Клубная
Воспитанник команды «Сигма» из города Оломоуц. Также играл за чешские клубы «Атлантик Слован», «Зноймо», «Ганацка Славия», «Доста» и нидерландский «Хераклес». В 2009 году участвовал в матчах Лиги Европы УЕФА. В феврале 2012 года стал игроком казахстанского «Актобе».